# 二战结束后比利时对德国的领土声索

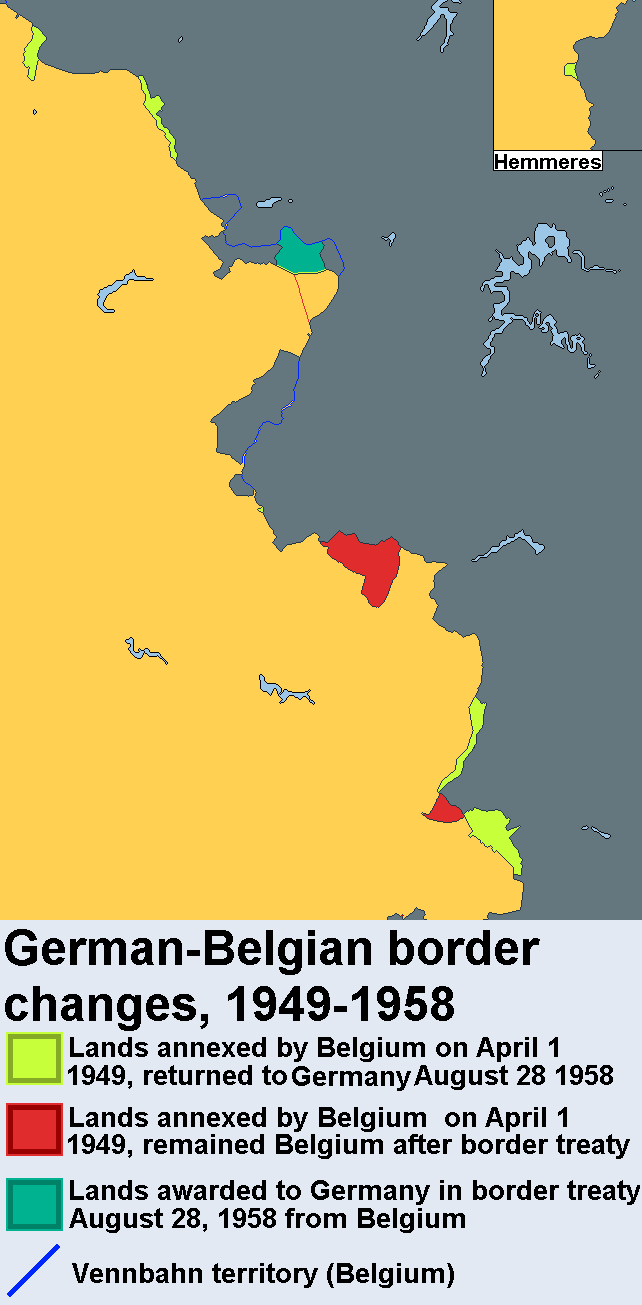
比利時的聲索範圍

二战结束后比利时对德国的领土声索（德語：Belgische Annexionspläne nach dem Zweiten Weltkrieg）指1945年納粹德國戰敗後，比利時吞併其與德國邊境沿線的部分領土的計劃。除了貨幣補償和勞動力借貸之外，這被認為是一種補償方式。1949年4月中旬，比利時出人意料地放棄了對大多數先前聲稱的地區的任何主張。
1949年4月1日（德意志聯邦共和國成立前），北萊茵-威斯特法倫州和萊茵蘭-普法爾茨州的邊境地區被暫時剝離給比利時。其中包括以下區域：
- 亞琛西部的一個小村莊Bildchen。
- Leykaul村的部分地區和Kalterherberg的幾個農場。
- 位於黑倫塔爾的洛斯海姆（Losheim）。
- 洛斯海默格拉本（Losheimergraben）。
- 赫梅爾斯（Hemmeres），它位於萊茵蘭-普法爾茨的溫特斯佩爾特。

最初，計劃在比利時領土範圍內建立幾個德國飛地。這些飛地仍然存在，因為芬恩鐵路的路線是比利時領土，因此將其以西的人口稠密地區與德國領土的其餘部分分開。這些地方是：
- 魯茲霍夫（Ruitzhof）。
- 穆策尼奇（Mützenich）。
- 康茨（Konzen）附近的農場洛克施拉克（Rückschlag）。
- Lammersdorf鎮的西部，靠近Simmerath。
- 勒特興的一部分。